# Ardira
Ardira es un pequeño barrio perteneciente al distrito Carretera de Cádiz de la ciudad andaluza de Málaga, España. Posee diversos edificios construidos en los años 60 que rodean un colegio público de educación infantil y primaria, el CEIP Ardira. Según la delimitación oficial del ayuntamiento, limita al norte con el barrio de Vistafranca; al este, con el barrio de Sixto, del que lo separa la avenida de Velázquez; y al sur y al oeste, con el barrio de La Luz.

## Transporte
En autobús queda conectado mediante las siguientes líneas de la EMT: 
| Línea | Trayecto                                        | Recorrido | Frecuencia                                     |
| ----- | ----------------------------------------------- | --------- | ---------------------------------------------- |
| 3     | Paseo del Parque - Puerta Blanca                | Recorrido | 8 minutos                                      |
| 10    | Alameda Principal - Churriana                   | Recorrido | 25-30 minutos                                  |
| 19    | Paseo del Parque - Aeropuerto                   | Recorrido | 30-35 minutos                                  |
| 22    | Avda. Molière - Universidad                     | Recorrido | 10 minutos (16-18 minutos en época no lectiva) |
| 27    | Avenida M. A. Heredia - Polígono I. Guadalhorce | Recorrido | 70-80 minutos                                  |
| 31    | Alameda Principal - Mainake                     | Recorrido | 18-25 minutos                                  |
| N1    | Puerta Blanca - El Palo                         | Recorrido | 25 minutos                                     |